# Az Altaj köztársaság zászlaja

Az Altaj-hegyvidék zászlaján a fehér a hűség, valamint az altaji nemzetiségek közötti megértés jelképe. A kék a tiszta égre, a hegyekre, a folyókra és a tavakra utal.